# 虹色幻想曲 〜プリズム・ファンタジア〜
虹色幻想曲〜プリズム・ファンタジア〜は、日本のアイドルグループ。
マボロシ可憐GeNE等と同じITP（アイドルのたまごプロジェクト）の選抜ユニットである。
東京都を中心に活発なライブ活動を展開している。略称は「プリファン」、ファンの通称は「ふぁんfan」。キャッチコピーは「咲き誇れ名もなき花」。

## 概要
「同じセットリストはやらない」を基本とする唯一無二のメドレースタイル”可変式ノンストップメドレー”を武器に、ロック系から王道アイドル系、ダンスナンバーから面白ソング、出演イベントに関連する楽曲のカバーに至るまで、バラエティに富んだ楽曲陣を基本的にMCを挟まず持ち時間の限界まで詰め込んだステージが特徴。
一般的なアイドルの行う、各楽曲をそのまま立て続けに演奏するノンストップライブとは異なり、曲間を切れ目なく都度リミックスしている。公式からの情報発信では「ノンストップメドレーの元祖」「幻想であり偶像である『アイドル』の虹のような煌めきを求め、そんな彼女たちが奏でる『音楽の面白さ』だけをひたすら追求することを目的とした生粋の6人組LIVEアイドルグループ」(メンバー数は当時のもの)と紹介されている。

## メンバー
結成時からのメンバーを一期、2016年加入のメンバーを二期メンバー、2018年加入のメンバーを三期メンバー、2019年加入のメンバーを四期メンバー、2021年加入のメンバーを五期メンバーとして扱う。
篠原みなみ、神崎りのあは関東以外に在住若しくは活動の拠点等の理由があることからライブ参加が不定期の「Irregular members」の扱いである。
| 氏名       | よみ           | 誕生日   | ユニットとしての活動時期 | イメージカラー | 出身地 | 愛称       | 備考 |
| ---------- | -------------- | -------- | ------------------------ | -------------- | ------ | ---------- | --- |
| 白星ちあき | しらほしちあき | 8月13日  | 2015年3月15日-           | 桃             | 大阪府 | ちゃむ     | リーダー、ファンを「ちゃむちゃむず」と呼称。 大阪出身のため、関西弁を話す。 元SAY-LAの白石りかとの2人ユニットBALLADを不定期で展開していた。2021年7月より長期療養期間に入っている。 |
| 倉川さいか | くらかわさいか | 12月15日 | 2019年3月1日-            | 浅葱           | 広島県 | さいかちん | 四期メンバーでは唯一のアイドル未経験者。 池袋bar アペル所属。 |
| 北野めぐみ | きたのめぐみ   | 10月14日 | 2021年2月14日-           | 赤             | 北海道 | めぐちゃん | プリュ所属、元TOKYO SWEET PARTY、【eN】メンバー。 アイドル活動の傍ら大久保にてスナックめぐのママを務めている。                                                                     |

### 過去のメンバー
| 氏名       | よみ           | 誕生日   | ユニットとしての活動時期                                 | 担当カラー | 愛称       | 出身地           | 備考 |
| ---------- | -------------- | -------- | -------------------------------------------------------- | ---------- | ---------- | ---------------- | --- |
| 愛梨萌     | あいりもえ     | 12月14日 | 2015年3月15日-2016年9月6日                               | 赤         | もえちゃん | 東京都           | 後にスリジエ星組に加入（その後風組に移籍） |
| 黒瀬咲舞   | くろせえま     | 3月2日   | 2016年9月13日-2018年10月14日                             | 白         | えまちゃん | 東京都           | 在籍時現役大学生、PRIFAN.LTDメンバー |
| 雛形まりい | ひながたまりい | 12月7日  | 2016年9月13日-2018年10月14日                             | 赤         | まりい     | 宮崎県           | 食レポブログ「まりいのおいしいものが食べたいな( Ö )」と食レポyoutubeチャンネル「まりいのおいしいものが食べたいな」を更新していた。後にMOGAに加入。                                                                                        |
| 夜月めゆ   | よづきめゆ     | 非公開   | 2018年10月13日-2019年03月01日                            | 緑         | めゆちゃん | 非公開           | コスプレイヤー |
| 城夢サキョ | しろゆめさきょ | 1月17日  | 2018年10月13日-2019年03月01日                            | 赤         | サキョ氏   | 東京都           | コスプレイヤー、イラストレイター、2018年12月より長期活動休止へ |
| 咲耶るな   | さくやるな     | 7月17日  | 2018年10月12日-2019年6月30日                             | 橙         | るなち     | 埼玉県           | 三期メンバーで最年長、加入前は踊ってみた動画の配信者として活動していた |
| 兎乃結衣   | うのゆい       | 1月5日   | 2019年3月1日-2019年12月19日                              | 白         | うのちゃん | 岐阜県           | LAPINAILEとの兼任 Nintendo Switch「教えて♡おねだり将棋」メインヒロイン |
| 九重はる   | ここのえはる   | 3月17日  | 2018年10月12日-2020年2月25日                             | 青         | おはる     | 新潟県           | コスプレイヤー |
| 雫のあ     | しずくのあ     | 8月29日  | 2020年3月13日-2020年7月31日                              | 白         | のあたん   | 兵庫県           | メンバー最年少、元モエギノジノムメンバー |
| 西森可恋   | にしもりかれん | 1月15日  | 2016年9月13日-2018年10月14日 2020年2月19日-2020年8月31日 | 青         | れんれん   | 兵庫県           | メンバー最年少、サロンモデルとしても活動していた、PRIFAN.LTDメンバー |
| 篠原みなみ | しのはらみなみ | 7月7日   | 2015年3月15日-2021年11月17日                             | 紫         | みなみん   | 岐阜県           | 不定期で飲み会形式オフ会「みなみ酒」を開催。時々Twitterでバズる"あざとい"の申し子。 セクシー、グラビア担当。現在はPPエンタープライズ所属                                                                                                  |
| 穴見沙帆   | あなみさほ     | 9月26日  | 2015年3月15日-2021年12月31日                             | 黄         | さほちゃん | 神奈川県（横浜） | 横浜生まれ横浜育ち。 一部楽曲の振り付けも担当しており、卒業後はESTLINK☆、東京セラフィム、Nina Pelea、Ω僕たちまたまたやっちゃいました？Ω、amuLes、アルテミスの翼、EMNee、PEARL's、HALO PALLETE等のアイドルグループの振り付けを行っている。 |
| 渚いのり   | なぎさいのり   | 4月2日   | 2020年3月13日-                                           | 白         | いのりん   | 秋田県           | 元モエギノジノムメンバー。 |
| 中森由那   | なかもりゆな   | 3月16日  | 2021年2月14日-                                           | 青         | ゆなぴ     | 東京都           | 元モエギノジノムメンバー。元リルグレプロデューサー |
| 神崎りのあ | かんざきりのあ | 5月9日   | 2019年3月13日-2023年5月5日                               | 濃桃       | 京都府     | りのあたそ       | コスプレイヤー、元Re:DIVA2.5。 主に平日にライブ出演することが多い。 来店パチスロレイヤーとしても活動していた。 |
| 美羽えり   | みはねえり     | 6月19日  | 2019年3月1日-2023年7月9日                                | 橙         | 長崎県     | えりちょ         | 加入当初はLAPINAILEと兼任していた。 |

## 略歴
2015年のグループ結成時には各楽曲をフルバージョンで歌い上げ、曲間にMCもある通常のライブスタイルであったが、同年年末のプロデューサー交代以降は徐々に可変式ノンストップメドレーへとライブスタイルが変化していった。2018年の3期メンバー加入以後は現役コスプレイヤーや動画投稿者等他ジャンルの人材を多く起用しており、撮影会等のメンバー個別の活動も増加している。

### 2015年
- 3月15日 愛梨萌、穴見沙帆、篠原みなみ、白星ちあきの4名で虹色幻想曲 〜プリズム・ファンタジア〜結成　ifes weekend表参道GROUND公演！！『～咲き誇れ名もなき花「虹色幻想曲 ～プリズム・ファンタジア～」お披露目スペシャル～』を開催
- 3月19日 Amebaにてオフィシャルブロガーとしてブログを開始[12]
- 6月 2日 秋葉原moefarreにて開催された投票制ライブイベント「ＡＩＦneo vol.2」にて優勝。6月14日開催のAKIBA IDOL FESTIVAL vol.9でのアキドラステージ出演を獲得
- 7月11日 篠原みなみ生誕祭「お酒とみなみはハタチになってからみんなで一緒に乾杯しよー！！」開催　4th. ORIGINAL SONG　「夜光蝶々 (Night Prism Butterfly)」お披露目
- 7月23日 通算LIVE100回達成　渋谷Glad.asia
- 8月16日 白星ちあき生誕祭 「ちゃむの憧れはお嫁さんやねん」開催
- 9月22日、23日 山中湖交流プラザきららにて開催されたTwinBox FUJISANにて初遠征[13]
- 9月27日 穴見沙帆生誕祭「やっほー！さっほー！はっぴー！？みんなにHAPPYを届けたい★生誕だよ！全員集合！！」開催
- 10月10日 アキバ情報フリーマガジン「1UP」第7号にて見開きで特集が掲載[14]
- 12月20日 愛梨萌生誕祭「未成年卒業式?? ～漢字読めるようになったかな??」開催
- 12月27日 単独企画イベント「年忘れ2015！今年の締めくくりに“着せ替えアイドル！？” 的な伝説…みんなで作っとく？」を開催
- 12月27日 年内ラストライブとなる秋葉原P.A.R.M.Sにて開催された超アキバジャンボリーでプロデューサーが吉永剛志からゴッホへ交代となる

### 2016年
- 1月10日　@JAM NEXT vol.25にオープニングアクトとして出演[15][16]
- 3月22日 秋葉原moefarreにて結成1周年ライブを開催
- 4月30日 「With Love×ぴゅあ娘×虹色幻想曲〜プリズム・ファンタジア〜 ３マン！ -制服衣装で盛り上げちゃいます♡ -」開催
- 5月24日 定期公演にて初のフルオーダー衣装をお披露目[17]
- 6月12日 通算LIVE300回達成
- 7月 9日 第1回『みなみ酒』を「京町恋しぐれ」にて開催[18]、以降不定期で継続開催
- 7月 9日 『篠原みなみ生誕祭「どうする？」』開催
- 8月13日 『白星ちあき生誕祭 WE ARE ちゃむちゃむず！』開催　白星ちあきの担当カラーが白からピンクへ変更
- 9月 6日　愛梨萌脱退[19]
- 9月13日　黒瀬咲舞、西森可恋、雛形まりいの3名が加入し6人体制となる[20]
- 9月25日 『穴見沙帆 生誕LIVE「Sahooo!」』を秋葉原chloroformにて単独開催
- 10月12日 エイベックスよりコンピレーションアルバム「EXA IDOL COMPLEX〜Super duper!」を発売[21][22]
- 12月10日 『IDOL NAIL PRESENT'S VOL.16 雛形まりい生誕祭「どげんかせんといかんっ♡」』開催、同公演で新衣装お披露目[23]

### 2017年
- 1月14日　西森可恋生誕祭 ~可恋はもう17だから~　開催12th. ORIGINAL SONG「星屑のアーカイヴ〜100年後のキミへ〜」お披露目
- 2月18日　FMうらやす「Next アイドルShow!!」に出演
- 3月 5日 『虹色幻想曲〜プリズム・ファンタジア〜えま生誕祭~みんな一緒に？EMA＊リューション~』開催　13th. ORIGINAL SONG　「サヨナラなんて幻想。」お披露目
- 3月14日 ヤングAIFジャンプ内で『虹色幻想曲〜プリズム・ファンタジア〜結成2周年祭』を渋谷　CLUB CAMELOT B3にて開催
- 4月21日　1stワンマンライブを新宿BLAZEにて開催[24]、481人を動員する[25]、通算LIVE500回達成
- 7月 9日　篠原みなみ生誕祭「にゃーん！」開催、昼の部生誕プレライブにて15th. ORIGINAL SONG「A列車」お披露目
- 7月20日　篠原みなみが地下アイドル総合サイトにて不定期連載「スナックみなみのお悩み相談室」を開始
- 7月21～23日　同年行われた予選会を全国総合8位で通過[26]し『 SEKIGAHARA IDOL WARS 2017〜関ケ原唄姫合戦〜』及び前夜祭予選会最終決戦に出場
- 8月 5日　TOKYO IDOL FESTIVAL2017に出演[27]、全員が“アイドルカラオケバトル2017”、篠原みなみが“TIF2017アームレスリング大会”に出場した[28]
- 8月13日　白星ちあき生誕祭「その先へ」渋谷aubeにて単独開催
- 9月24日　穴見沙帆生誕祭をTwinBox AKIHABARAにて単独開催
- 11月27日　渋谷WWWにて16th. ORIGINAL SONG「B.C.B.S(Biuer Chocolat & Brown Sugar)~ ビターショコラとブラウンシュガー~」お披露目
- 12月 2日　『Girl’s Bomb!! 〜2017大感謝祭〜』新木場STUDIO COASTメインステージにて新衣装お披露目[29]
- 12月10日　TwinBox AKIHABARAにて雛形まりい生誕祭開催
- 12月25日 「ワンダークリスマス！」にて初となるZepp Tokyo出演。同イベントにおける動員数一位を獲得

### 2018年
- 1月14日　西森可恋生誕祭を渋谷CRAWLにて開催
- 1月21日　新宿ReNYにてdora☆dora、アイドル諜報機関LEVEL7 、アンダービースティーとの無料４マンライブ「圧倒的４マン！」を開催[30]、4グループによるメンバー及び楽曲のシャッフル企画も披露された[31][32][33][34]
- 2月27日、28日　2019年公開予定の映画BACK STREET GIRLS -ゴクドルズ-に本人役で出演、なおファンの有志もエキストラとして参加
- 3月 4日　秋葉原TwinBoxGARAGEにて黒瀬えま生誕祭開催
- 3月10日　渋谷RUIDO K2 黒瀬咲舞、西森可恋による派生ユニットPRIFAN.LTDを初お披露目
- 3月15日　川崎クラブチッタ開催の「アイドルCAMP～SPECIAL EDITION～vol.11」にて結成3周年記念で25分枠でライブ出演
- 5月 3日 名古屋の大須エリアにて開催されたフェスイベントGOLD RUSH2018に出演[35]
- 5月10日 ディファ有明にて開催されたIDOL STORM supported byリクポに出演[36]
- 6月 1日 TBS「爆報! THE フライデー」の再現VTRに白星、黒瀬、西森が元SKE48の矢方美紀の先輩、同期役で出演
- 6月16日、17日 名古屋最大級のサーキットフェス「mistFES」に出演[37][38]
- 6月24日 雛形まりいがソロで愛踊祭2018関東Ａエリア代表決定戦に出場
- 7月 6日 新宿ReNYにて篠原みなみ生誕祭開催、同公演にて17th. ORIGINAL SONG「七転抜刀〜Soy!Soy!Soy!〜」 を発表
- 7月14日 品川Jスクエアにて開催された東京アイドル劇場にて新夏衣装お披露目
- 7月 21日22日 SEKIGAHARA IDOL WARS 2018〜関ケ原唄姫合戦〜に出演[39]
- 8月17日 新宿ReNYにて白星ちあき生誕祭開催
- 9月　3日 西森がVANITYMIXにモデルとして掲載
- 9月19日 新宿ReNYにて「ユメライブ『～プリファン穴見沙帆生誕祭～』」開催
- 9月26日 新宿ReNYにて「虹色幻想曲～プリズムファンタジア～穴見沙帆生誕当日後夜祭」開催
- 10月 6日 大磯ロングビーチにて開催された「～ヤングチャンピオン創刊30周年記念～ OISOアイドルビーチ2018」に出演[40]
- 10月12日 新宿ReNYにて開催の「ReNY SUPER LIVE 22018 vol.23 Presented by SINJUKU ReNY～秋祭り特大ライブ編」で九重はる、咲耶るなが加入
- 10月13日 サーキット形式のライブイベント「AKIHABARA SUPERNOVA」のTwinBox AKIHABARAでのトリのステージにて城夢サキョ、夜月めゆが加入
- 10月14日 白金高輪SELENE b2 にて「SELENE SUPER LIVE 2018 vol.12『虹色幻想曲〜プリズム•ファンタジア〜 Graduation Festival♪』〜黒瀬•雛形•西森 卒業祭〜」開催同日を持って二期メンバーが契約満了で全員卒業[20][41]、同公演にて18th. ORIGINAL SONG「照らし出す方へ」 を発表[注 2]
- 10月27日 大阪の246LIVEHOUSE GABUにて開催された「ぴあアイドルフェスタ～Halloween PARTY～」に出演[42]
- 12月2日 栄シアターZoneにてLore☆Eternal、アイドル諜報機関LEVEL7 、アンダービースティーとの4マンライブ「新圧倒的４マン！」を開催

### 2019年
- 2月2日 でらロックフェスティバル2019出演[43]
- 3月1日 池袋シアターYESにて新メンバーとして兎乃結衣、倉川さいか、美羽えりが加入、夜月、城夢がライブメンバーがライブメンバーから離脱し8人体制となる
- 3月5日　新宿ReNYにてLore☆Eternal、アイドル諜報機関LEVEL7 、アンダービースティーとの4回目となる4マンライブ「圧倒的４マン！」を開催。4グループによるメンバー及び楽曲のシャッフル企画も前々回とは異なる組み合わせで披露された[44][45][46][47]
- 3月15日 新宿ReNYにて4周年を記念した1期メンバー3名による虹色幻想曲 THE ORIGINとしてのライブを開催
- 3月13日 渋谷TAKE OFF7にて開催された「ユメオイ少女主催ライブ～雲外蒼天vol.4～」にてシークレットメンバーとされていた神崎りのあお披露目、9人体制へ
- 3月16日 3期メンバーのものとしては初となる九重はる生誕祭を池袋シアターYESにて開催
- 3月14日 新木場STUDIO COASTにて開催されたアイドル甲子園にて通算ライブ1000回達成
- 4月20日 六本木morph-tokyoにて143∽、ZOMBIE POWDER、はっぴっぴとの4マンライブ「極四 ～極上の4マン～」開催
- 4月26日 新木場STUDIO COASTにて開催されたOPCfes.にて19th. ORIGINAL SONG「MY GENERATION」お披露目
- 5月7日 TwinBoxAKIHABARAにて神崎りのあ生誕LIVEを開催
- 5月15日 渋谷GAMEにてティーンズ☆ヘブン、空想と妄想とキミの恋した世界、Dan te Lionとの4マンライブ開催
- 6月8日、9日 mistFES2019に出演
- 6月16日 池袋シアターYESにて美羽えり生誕祭を開催
- 6月30日 咲耶るな脱退及び芸能活動を引退
- 7月5日 新宿ReNYにて「虹色幻想曲～篠原みなみ生誕祭～」を開催
- 7月19日～21日 同年行われた予選会を全国総合6位(関東2位)で通過[48]し『 SEKIGAHARA IDOL WARS 2019〜関ケ原唄姫合戦〜 』2days及び前夜祭＆予戦最終決戦に出場。岐阜CLUB-Gで開催された最終決戦で準優勝したため徳川ステージ(メインステージ)でのライブ出演が追加となる[49][50]
- 7月24日 OTODAMA SEA STUDIOにて開催のIDOL SUMMER 2019に出演[51]
- 7月24日 KeyStudio(旧 ALTA THEATER)にてIDOL COMETとの共催イベント幻獣プラネットSPを開始、以降不定期開催
- 8月3日、4日 TOKYO IDOL FESTIVAL 2019内TOKYO GRAVURE IDOL FESTIVAL 2019の初日に神崎、二日目に篠原が出演[52]、TOKYO IDOL 縁日初日に白星、倉川が、二日目に白星、、篠原、倉川が出演[53]
- 8月11日、12日 滋賀県竜王町総合運動公園にて開催されたドラゴンクイーンズフェスティバル～竜王アイドル夏祭り2019に出演
- 8月13日 神田明神ホールにて「神田明神 SUPER LIVE 2019 vol.1」～第一回記念公演・虹色幻想曲～プリズム•ファンタジア白星ちあき生誕祭～開催
- 9月19日 新宿ReNYにて『ユメライブ』〜虹色幻想曲 〜プリズム・ファンタジア〜穴見沙帆生誕祭〜開催
- 11月9日 篠原みなみが写真集「みなみにする?」を発売、同日開催のアイドルブックフェスにてサイン会とトークショーを開催
- 12月15日 池袋シアターYESにて倉川さいか生誕祭を開催
- 12月19日 兎乃が川崎CLUB CITTA'でのライブをもって卒業

### 2020年
- 2月1日 でらロックフェスティバル2020出演
- 2月19日 渋谷WOMBにて開催された「TALE N.T Festa Vol.04」にて二期メンバーであった西森可恋が復帰[54]
- 2月22日 新宿SAMURAIにてlittlemore.、miscast、AIBECK、LEIWANとの5マンライヴ「Girls Face ~Five Man~」を開催
- 2月25日 目黒鹿鳴館にて開催の『虹色幻想曲 プリズム・ファンタジア -九重はる 卒業そして未来へSP-』にて九重卒業
- 3月13日 Veats Shibuyaにて開催された「Veats SHIBUYA SUPER LIVE 2020 vol.1～虹色幻想曲〜プリズム・ファンタジア〜5周年直前祭～」にて渚と雫が加入、9人体制へ
- 3月18日 渋谷WOMBにて「虹色幻想曲〜プリズム・ファンタジア〜5周年記念祭」を開催[注 3][55]
- 4月5日 新型コロナウイルスに対応してオンラインストアを開設
- 7月31日 コロナ禍の影響を受け西森、雫が脱退、篠原が所属事務所をOffice Pleiaへ移籍となる[56]
- 10月3日 自粛空け1本目、新木場コーストにて開催された「IDOLidegeCarnival」に出演
- 10月4日 TOKYO IDOL FESTIVAL オンライン 2020内TOKYO GRAVURE IDOL FESTIVAL ONLINE 2020に篠原みなみが出演。[57]
- 10月12日 週刊プレイボーイ43号に篠原みなみが単独グラビアで登場[58]

### 2021年
新型コロナウイルス再拡大に伴う緊急事態宣言発令により1月16日まで活動を自粛、1月17日新木場STUDIO COASTにて開催のTOKYO IDOL WARS 2021 大江戸唄姫合戦のメインステージ出演にて活動を再開
- 2月7日 でらロックフェスティバル2021出演
- 2月14日 室町三井ホールにて開催されたI-live2021~Valentine Collection~にて中森由那、北野めぐみが加入。
- 3月14日 新宿アルタKeyStudioにてIDOL UNIVERSE Whiteday Prism Fantasia 6th anniversaryを開催。
- 4月4日 渋谷club asiaにて「『i-LIVE2021〜Hot-Sound Collection』渚いのり生誕SP！」開催。
- 5月30日 福島県の郡山MBLにて開催の郡山ライブレボリューションvol.10にて20th. ORIGINAL SONG「電脳世界～きゅんキュン事態宣言!～」お披露目
- 6月12日、13日 mistFES2021に出演
- 7月23日、24日 来年まで待てない! SEKIGAHARA IDOL WARS 2021 〜関ケ原唄姫合戦〜in 尾張に出演[59]
- 7月28日 原宿Renonにて向日葵プリンセスとのツーマンライブに出演。当初はサンスポアイドルリポーター(SIR)とのツーマンを予定していたが、SIRメンバーに新型コロナウイルスの陽性反応者が現れたため出演者が変更された[60][61][62]。
- 9月25日 新宿区立新宿文化センター 大ホールにて「TOKYO MX GPP presentsまけんグミフェス【穴見沙帆生誕LIVE】」開催
- 10月27日 新宿ReNYにて「北野めぐみ生誕祭~北野家に悪い奴はいない~」開催。
- 11月17日 篠原みなみが卒業[63]。
- 12月6日 恵比寿リキッドルームにて4年ぶりの単独公演となる穴見沙帆卒業記念公演｢NONSTOP ENTERTAINMENT THE LIVE -幻想-｣を開催。
- 12月8日 WOMB LIVEにて「TALE N.T. Festa×NONSTOP ENTERTAINMENT TALE N.T. Festa スペシャルコラボ！虹色幻想曲〜プリズム・ファンタジア〜・倉川さいか生誕祭「TURQUOISE NIGHT」」を開催。
- 12月31日 「SELENE SUPER LIVE 2021大晦日だよ！SELENEへ全員集合！！編」にて穴見沙帆卒業。

### 2022年
- 2月6日 でらロックフェスティバル2022出演[64]。
- 2月13日 渚、中森が脱退、除名[65]。
- 3月19日、20日、21日 山中湖交流プラザ きらら似て開催されたアイドル甲子園 FUJISAN SPRING FES 2022に出演。
- 6月19日 五反田G4にてMI・RA・I SUPERLIVE 虹色幻想曲～プリズム・ファンタジア～美羽えり生誕祭開催。
- 11月26日 大塚deepaにて北野めぐみ生誕祭開催。
- 12月18日 渋谷DESEOにて『DESEO SUPER LIVE』 Presented by SHIBUYA DESEO～二部 虹色幻想曲～プリズム•ファンタジア 倉川さいか生誕祭開催。

### 2023年
- 2月5日 名古屋で開催されたでらロックにて白星ちあきがソロ出演。
- 5月5日 TAKEOFF7にて開催された虹色Fantasista vol.3で神崎りのあ卒業。
- 6月10日 、11日 mistfes2023に出演。
- 7月9日 美羽えり卒業[66]。
- 8月13日 渋谷CAMELOTにて白星ちあき生誕祭「おちゃむさん生誕祭」開催。
- 11月19日 文化放送メディアプラスホールにて北野めぐみ生誕祭supported by GIRLS LIVE PAVILION開催。
- 12月17日 TwinBoxAKIHABARAにて倉川さいか生誕祭開催。

### 2024年
- 8月16日 Zepp Shinjukuにて白星ちあき生誕祭「JAPAN FESTIVAL VOL.9iDOL♡SELECTION TOKYO〜虹色幻想曲⭐︎白星ちあき生誕祭2024〜」開催。
- 10月13日 SHIBUYA DESEOにて「SHIBUYAネクストカルチャーズ -北野めぐみ生誕祭-」開催。
- 12月14日 浅草VAMPKINにて「ABIRAISE FES 2024〜倉川さいか生誕祭2024～」開催。

### 2025年
- 3月9日～13日 10周年記念月間として、3月20日SHIBUYA CYCLONEにて「Killer Tune SHIBUYA 2025 ～プリファン結成10周年記念SP～」 、3月29日池袋SOUNDPEACEにて「『無銭大好きマン』虹色幻想曲10周年記念SP」、4月5日浅草VAMPKINにて「#拡散Φ輝望 vol.192虹色幻想曲〜プリズム･ファンタジア～-10周年おめでとうスペシャル-」開催。
- 8月14日 渋谷 GARRET udagawaにて「『虹色幻想曲~プリズム･ファンタジア~白星ちあき 生誕祭』〜プリファン10周年記念ワンマンライブ〜」開催。同イベントにて新曲「はなまる」を公開。

## 楽曲
前述のとおり毎回異なったremixによりメドレーを構築しているためライブ毎に繋ぎやショート、フルverや一部パートのカット、曲間の繋ぎ、歌割り、楽曲のテンポ等が異なる。
| 発表順 | 発表日         | 曲名                                                                                  | 備考 |
| ------ | -------------- | ------------------------------------------------------------------------------------- | --- |
| 1st    | 2015年3月15日  | KALISOME                                                                              | デビュー曲 |
| 2nd    | 2015年4月18日  | 妄想はっぴーえんど                                                                    | |
| 3rd    | 2015年5月10日  | 浪漫派幻想曲〜ロマンティックファンタジア〜                                            | |
| 4th    | 2015年7月11日  | 夜光蝶々 (Night Prism Butterfly)                                                      | |
| 5th    | 2015年9月13日  | 咲き誇れ！                                                                            | 自己紹介ソング |
| 6th    | 2016年2月14日  | 幻想乱舞                                                                              | |
| 7th    | 2016年2月23日  | 虹色ワンウェイLOVE                                                                    | |
| 8th    | 2016年3月18日  | SEZNA〜刹那〜                                                                         | |
| 9th    | 2016年7月15日  | BLUE                                                                                  | |
| 10th   | 2016年7月28日  | 黒魔女〜MOJO La VooDoo〜                                                              | 仮歌verを期間限定公開 |
| 11th   | 2016年10月25日 | SAMURAI DRIVE                                                                         | エイベックスのコンピレーションアルバム 「EXA IDOL COMPLEX ～Super-duper！～」に収録                                                |
| 12th   | 2017年1月14日  | 星屑のアーカイヴ〜100年後のキミへ〜                                                   | |
| 13th   | 2017年3月5日   | サヨナラなんて幻想。                                                                  | |
| 14th   | 2017年3月31日  | BA! BA! BA! BA! ばっきゅん♡ぶっ飛びガール                                             | |
| 15th   | 2017年7月9日   | A列車                                                                                 | |
| 16th   | 2017年11月27日 | 『B.C.B.S.』 （Bitter Chocolat ＆ Brown Sugar ） 〜ビターショコラとブラウンシュガー〜 | 初のＭＶメイキングビデオを作成 |
| 17th   | 2018年7月6日   | 七転抜刀〜Soy!Soy!Soy!〜                                                              | 簡易歌詞 |
| 18th   | 2018年10月15日 | 照らし出す方へ                                                                        | 簡易歌詞 |
| 19th   | 2019年4月26日  | MY GENERATION                                                                         | 簡易歌詞 |
| 20th   | 2021年5月30日  | 電脳世界 〜きゅんキュン事態宣言！〜                                                   | 簡易歌詞 |
| 21st   | 2021年12月6日  | 希望の謳〜空と海と大地に舞う花弁のように                                              | 初期メンバー穴見沙帆の卒業とコロナ禍の人々への想いを込めた楽曲として単独公演｢NONSTOP ENTERTAINMENT THE LIVE -幻想-｣にて発表        |
| 22st   | 2025年8月14日  | はなまる                                                                              | 初期メンバー白星ちあきの「『虹色幻想曲~プリズム･ファンタジア~白星ちあき 生誕祭』〜プリファン10周年記念ワンマンライブ〜」にて発表。 |

### 咲き誇れ！の自己紹介パート
曲中の自己紹介パートが萌の脱退に伴い当初のバージョンから漢字クイズを含む当人のパートが丸ごと削除、

新メンバーのパートが新たに追加された。
3、4期メンバーのパートは長らく未発表であったが、2025年に10周年企画の一環として倉川、北野のパートが新設された。
なお自己紹介パートを丸ごと省略したリミックスも存在する。

## 虹色幻想曲THE ORIGIN
読みは「ぷりずむふぁんたじあ　じ　おりじん」。
初期メンバーである白星、穴見、篠原の3人限定の派生ユニット。

## PRIFAN.LTD
読みは「ぷりふぁんりみてっど」。 
未成年組である2期メンバー黒瀬咲舞、西森可恋による派生ユニット。
2018年3月9日渋谷RUIDO K2で開催されたDDD~Discovery iDol Depot 1000~にてお披露目された。
両名の卒業に伴い解散となる。

## 虹色幻想曲 A NEW HOPE
読みは「ぷりずむふぁんたじあ あ　にゅーほーぷ」。 
4期メンバーの倉川、美羽。5期メンバーの渚、雫と5期メンバー加入と前後して復帰した西森にて構成されたユニット。
虹色幻想曲の楽曲だけでなく、所属事務所が楽曲の権利を持つマボロシ可憐GeNEやモエギノジノムの一部楽曲も持ち曲としている。
5期メンバー加入以前は4期メンバーで唯一アイドル初挑戦となった倉川+メンバーのいずれかの2人もしくは3人での変則ユニット。 2019年8月8日LIVE CAFE SPACE あきちかで開催されたナウいアイドルvol.203にてお披露目され、カバー曲なども演奏していた。

## ワンマンライブ・単独公演
| 開催日        | タイトル                                                                                                   | 会場                 | 出演メンバー                                                     | 備考 |
| ------------- | --- | -------------------- | ---------------------------------------------------------------- | --- |
| 2017年4月21日 | プリファン1stワンマン 咲き誇れ！                                                                           | 新宿BLAZE            | 穴見沙帆、篠原みなみ、白星ちあき、黒瀬咲舞、西森可恋、雛形まりい | |
| 2021年12月6日 | 〜穴見沙帆卒業記念公演〜虹色幻想曲〜プリズム•ファンタジア〜単独公演｢NONSTOP ENTERTAINMENT THE LIVE -幻想-｣ | 恵比寿リキッドルーム | 穴見沙帆、倉川さいか、美羽えり、渚いのり、北野めぐみ、神崎りのあ | 初期メンバーである穴見の卒業記念単独公演。バックヤードスタッフとして休業中の白星が参加し、全編がyoutubeにて公開された。 |

## 定期公演・主催ライブ

### ヤングAIFジャンプ
平日第二第四火曜日開催、秋葉原moefarreで開催の際は芸人の爆裂Qが司会を行っていた。
AIFとITPの共催。2017年5月にAIFが「アイドル最前戦。」として仕切り直しを行ったことにより終了。
| 開催日         | タイトル                                                          | 会場                 | ゲスト | 備考 |
| -------------- | ----------------------------------------------------------------- | -------------------- | --- | ---- |
| 2016年2月23日  | ヤングAIFジャンプVOL.1                                            | 秋葉原moefarre       | 絵恋ちゃん/PhantomVoice/花言葉はイノセンス/tasotokyoガールズ/吉野なお/8princess |      |
| 2016年3月8日   | ヤングAIFジャンプVOL.2                                            | 秋葉原moefarre       | PhantomVoice/リーブルエール/アンダービースティー/伊達っ娘/最終未来兵器mofu |      |
| 2016年3月22日  | ヤングAIFジャンプVOL.3 (プリファン1周年スペシャル）               | 秋葉原moefarre       | 最終未来兵器mofu/愛夢GLTOKYO/あぃ♡かちゅ/8princess |      |
| 2016年4月12日  | 「ヤングAIFジャンプ VOL.4」～目指せ入場規制！                     | 秋葉原moefarre       | Dressing/小熊あやめ/リーブルエール/リトルビースティー/キラキラゲリラ |      |
| 2016年5月10日  | 「ヤングAIFジャンプVOL.5」～お得ライブスペシャル～                | 秋葉原moefarre       | CDEangel/愛夢GLTOKYO/花言葉はイノセンス |      |
| 2016年5月24日  | ヤングAIFジャンプVOL.6                                            | 秋葉原moefarre       | ピカ☆マイ/dora☆dora/結城ちか |      |
| 2016年6月14日  | ヤングAIFジャンプVOL.7                                            | 秋葉原moefarre       | ピカ☆マイ/君と僕、ときどきメランコリック/北風インパクト/リーブルエール/リトルビースティー |      |
| 2016年6月28日  | ヤングAIFジャンプVOL.8                                            | 秋葉原moefarre       | ピカ☆マイ/PhantomVoice/ぴゅあ娘 |      |
| 2016年7月12日  | ヤングAIFジャンプVOL.9                                            | 秋葉原moefarre       | ピカ☆マイ/Sugary Hug（fromキスエク）/SAWACHI /北風インパクトChoque!/FUTURE♡HEARTs/花言葉はイノセンス |      |
| 2016年7月26日  | ヤングAIFジャンプVOL.10                                           | 秋葉原moefarre       | オトメブレイヴ/ダイブッ！/Task have Fun/ピカ☆マイ |      |
| 2016年8月9日   | ヤングAIFジャンプVOL.11                                           | 秋葉原moefarre       | ジュリアナの祟り/ピカ☆マイ/はなちゃん/R-Village Girls/ロリンプ♡ |      |
| 2016年8月23日  | ヤングAIFジャンプVOL.12                                           | 秋葉原moefarre       | loop/ピカ☆マイ/R-Village Girls/病ンドル |      |
| 2016年9月13日  | ヤングAIFジャンプVOL.13                                           | 秋葉原CHROLOHOLM     | ピカ☆マイ/PhantomVoice/R-Village Girls/理緒奈・fromピコピコ☆レボリューション |      |
| 2016年9月27日  | ヤングAIFジャンプVOL.14                                           | 秋葉原CHROLOHOLM     | ピカ☆マイ/R-Village Girls/花言葉はイノセンス/東京CLEAR'S SMILE |      |
| 2016年10月11日 | ヤングAIFジャンプVOL.15                                           | 秋葉原CHROLOHOLM     | ピカ☆マイ/R-Village Girls/ジュリアナの祟り/劇場版ゴキゲン帝国 |      |
| 2016年10月11日 | 「ヤングAIFジャンプVOL.16」～秋葉原ファイナル～                   | 秋葉原CHROLOHOLM     | ピカ☆マイ/R-Village Girls/DISDOL/パワフル娘/鬼塚真紀/リアライト |      |
| 2016年11月8日  | ヤングAIFジャンプVOL.17                                           | 渋谷 CLUB CAMEROT B3 | UPローチ/葉山あゆり/はなちゃん(池田はな)/clip clip/R-Village Girls |      |
| 2016年11月22日 | ヤングAIFジャンプVOL.18                                           | 渋谷 CLUB CAMEROT B3 | UPローチ/北風インパクトChoque! /ジキルとハイド /はなちゃん(池田はな) /リアライト /長月翠（オープニングシスターズ） /星野音羽（オープニングシスターズ） /ピカ☆マイ/R-Village Girls /鬼塚真紀/綾崎かのん(Fille Ailes) |      |
| 2016年12月13日 | ヤングAIFジャンプVOL.19                                           | 渋谷 CLUB CAMEROT B3 | ラストクエスチョン/リアライト/転校少女歌撃団/なちゅらリウム.vivid/BANZAI JAPAN/ミューミュー/愛夢GLTOKYO/ピカ⭐︎マイ                                                                                                  |      |
| 2016年12月27日 | 「ヤングAIFジャンプVOL.20」年末スペシャル                         | 渋谷 CLUB CAMEROT B2 | スマイル海賊団/シャーベット/Cheer Zelop!/Tokyo Cheer② Party/ピュアリー3/BANZAI JAPAN/ミューミュー/オープニングシスターズ/鬼塚真紀/花言葉はイノセンス                                                                |      |
| 2017年1月10日  | ヤングAIFジャンプVOL.21                                           | 渋谷 CLUB CAMEROT B3 | 東京２３区ガールズ/Phantom Voice/花言葉はイノセンス/赤ちょこ/スマイル海賊団/アンダービースティー/TEARS |      |
| 2017年1月24日  | ヤングAIFジャンプVOL.22                                           | 渋谷 CLUB CAMEROT B3 | スマイル海賊団/迷愛へるぷ！/Fluffy Bomb!!!/花言葉はイノセンス |      |
| 2017年2月14日  | ヤングAIFジャンプVOL.23                                           | 渋谷 CLUB CAMEROT B3 | にじいろ学園SEASON2/スマイル海賊団/QunQun/BANZAI JAPAN/DEVIL GUN/PANiC MAGiC/みんなのこどもちゃん/異国のパルピタンテ/平成琴姫                                                                                       |      |
| 2017年2月28日  | ヤングAIFジャンプVOL.24                                           | 渋谷 CLUB CAMEROT B3 | にじいろ学園SEASON2/スマイル海賊団/平成琴姫/Fille Ailes/みんなのこどもちゃん/つかじゅみ/おやすみセカイ/cosmepress候補生                                                                                             |      |
| 2017年3月14日  | ヤングAIFジャンプ 虹色幻想曲〜プリズム・ファンタジア〜結成2周年祭 | 渋谷 CLUB CAMEROT B3 | みんなのこどもちゃん/BABY CHEERS/平成琴姫/東京２３区ガールズ/スマイル海賊団/FluffyBomb!!!/にじいろ学園SEASON2 |      |
| 2017年3月28日  | ヤングAIFジャンプ vol.26                                          | 渋谷 CLUB CAMEROT B3 | 平成琴姫/UPローチ/スマイル海賊団/FullufyBomb!!!/にじいろ学園SEASON2/THE BANANA MONKEYS/One Stopin Step/民謡ガールズ/凸凹ヒロイン♡クエスト/異国のパルピタンテ                                                        |      |

### 幻獣プラネット
不定期開催、IDOL COMETとの共催。新型コロナウイルス感染拡大による業界全体の自粛の影響を受け3回で終了。
| 開催日         | タイトル                                                      | 会場                | 出演者 | 備考 |
| -------------- | ------------------------------------------------------------- | ------------------- | --- | ---- |
| 2019年7月29日  | IDOL COMET ～Key Studio1000円ライブ ～ 幻獣プラネットSP vol.1 | 新宿アルタKeyStudio | ゲスト：LEIWAN(ex.テロリズムン)/KiREI/Nina Pelea/アイドル諜報機関LEVEL7/エルフロート/モエギノジノム/天空アイランド/星屑協奏曲/Premony/81moment/abyss/しゅがー☆ベガ/日日是好日/天空アイランドyouth/Cheering Party |      |
| 2019年8月8日   | IDOL COMET ～Key Studio1000円ライブ ～ 幻獣プラネットSP vol.2 | 新宿アルタKeyStudio | ゲスト：143∽／エルフロート／I.D.And Fly LooM／GlitterPiece／モエギノジノム／キミイロプロジェクト／星屑協奏曲-コンチェルト-／メリーメリー♡ファンファーレ／mystear／CANDY GO!GO!／きゅい〜ん’ズ／空想と妄想とキミの恋した世界 |      |
| 2019年10月19日 | IDOL COMET 幻獣プラネットSP vol.3                             | 新宿アルタKeyStudio | ゲスト：I.D.And Fly LooM／アイドル諜報機関LEVEL7／Lore☆Eternal／Lore☆Restart／アンダービースティー／戦国アニマル極楽浄土／エルフロート／モエギノジノム／81moment／おやすみセカイ／アストレイア*／COLOR’z／CANDY GO!GO!／KiREI／Clapotis／sistersあにま／TEARTS-ティアーズ-／天使突抜二読ミ／TA女子／Tiiigirl／Twinkle☆Stars／Tokyo Flamingo／Neat and clean-ニトクリ-／のーぷらん。／Parasite.Kiss／BANZAI JAPAN／Premony／星屑協奏曲-コンチェルト-／Rilly／令名の和歌／シークレットゲスト(PrincessGarden-姫庭-の新体制お披露目) |      |

### NONSTOP ENTERTAINMENT
不定期開催
| 開催日         | タイトル | 会場           | 出演者 | 備考 |
| -------------- | --- | -------------- | --- | ---- |
| 2021年10月15日 | NONSTOP ENTERTAINMENT | 赤羽ReNY alpha | ゲスト：アンダービースティー／i+chip=memory／Neat and clean-ニトクリ-／蓋然性オルトイズム／Sistersあにま／泡沫シークレット／ONE NEXT GIRLS／あんだーびーすてぃー |      |
| 2021年12月8日  | TALE N.T. Festa×NONSTOP ENTERTAINMENT TALE N.T. Festa スペシャルコラボ！虹色幻想曲〜プリズム・ファンタジア〜・倉川さいか生誕祭「TURQUOISE NIGHT」 | WOMB LIVE      | ゲスト：Teen's Heaven／Nina Pelea／RED-i／東京セラフィム／くれよんちゅ～どく／空想世界〜2ndGENE〜／Parasite.Kiss／RiNCENT.／Re:monet／Pety／Paranoia             |      |

### 虹色Fantasista
不定期開催、アクセルグローとの共催。
| 開催日       | タイトル             | 会場       | 出演者                                                                                  | 備考                       |
| ------------ | -------------------- | ---------- | --------------------------------------------------------------------------------------- | -------------------------- |
| 2023年5月3日 | 虹色Fantasista vol.1 | TAKE OFF 7 | ゲスト：Mr-.DｫPpペルGぇNガ-/♮リアスクライブ/Nina Pelea/ai*ai/FiDZ/JEWEL                 | 白星ちあき復帰公演         |
| 2023年5月4日 | 虹色Fantasista vol.2 | TAKE OFF 7 | ゲスト：FEAM／deeper²／Re:INCARNATION／ららぱれーど！／8OYOROZ／ヒロインの心／DA・BAMBI |                            |
| 2023年5月5日 | 虹色Fantasista vol.3 | TAKE OFF 7 | ゲスト：FEAM／deeper²／HALO PALLETE／ヒトノユメ／HUMAN螺旋／ブルーなままで              | 神崎りのあの生誕＆卒業公演 |

## エピソード等
- グループのキャッチコピー「咲き誇れ名もなき花」は事務所の先輩である女優の笹峯愛が名付け親[90]。
- 「KALISOME」「浪漫派幻想曲〜ロマンティックファンタジア〜」「SAMURAI DRIVE」の振り付けは女優でダンサーであるエリザベス・マリーが担当している[91][92]。

## ディスコグラフィ

### コンピレーションアルバムへの参加
| タイトル                       | 発売日         | レーベル  | 型番       | 参加曲                     | 備考 |
| ------------------------------ | -------------- | --------- | ---------- | -------------------------- | ---- |
| EXA IDOL COMPLEX〜Super duper! | 2016年10月12日 | avex trax | AVC1-93516 | M8. SAMURAI DRIVE (hitomi) |      |

## 出演

### 映画
- BACK STREET GIRLS -ゴクドルズ-（2019年2月公開、監督：原桂之介、原作：ジャスミン・ギュ）

週刊ヤングマガジンに連載されていた極道アイドル漫画の実写映画化。篠原を除く撮影当時の在籍メンバーが作中の主人公たちが出演するライブイベントの共演者として本人役で出演している。